# Área metropolitana de la Bahía de Algeciras
El área metropolitana de la Bahía de Algeciras es una de las nueve áreas metropolitanas andaluzas identificadas en el Plan de Ordenación del Territorio de Andalucía, que abarca a los siete municipios concentrados en el entorno del Campo de Gibraltar, situados en el extremo sur de la península ibérica y que suman una población de más de 260.000 habitantes.

## Área urbana
El área urbana comprende los núcleos urbanizados y casi contiguos, de uso residencial o industrial, que están situados en la costa de la bahía de Algeciras y su entorno más inmediato. Serían los municipios de Algeciras, Los Barrios, San Roque (exceptuando el distrito Valle del Guadiaro) y La Línea. Aunque está fuera de la definición de la Junta de Andalucía, por estar fuera de su jurisdicción, la población de la Territorio británico de ultramar de Gibraltar, situada junto a La Línea, también forma parte del continuo urbano.
El área metropolitana contiene al área urbana sumándose el resto de la comarca. En el área urbana reside aproximadamente el 90% de la población del área metropolitana. En el extrarradio de la Bahía de Algeciras nos encontramos, en un primer nivel de lejanía, una serie de núcleos de población situados a entre diez y veinte kilómetros de la misma, incluyendo a Tarifa, Castellar de la Frontera, San Martín del Tesorillo, el Valle del Guadiaro y la Barriada Secadero perteneciente al municipio malagueño de Casares. A más de veinte kilómetros de la Bahía aparece un segundo grupo de núcleos de población rural, destacando Jimena de la Frontera y los pueblos de Facinas y Tahivilla, pertenecientes al municipio de Tarifa.
Otras definiciones para de esta aglomeración urbana incluyen también a Gibraltar e incluso Ceuta, ya que estas dos ciudades, principalmente Gibraltar, influyen directamente en la economía y sociedad de la zona. En ocasiones también se la denomina área metropolitana del Campo de Gibraltar. Por tanto, si incluyéramos estas dos poblaciones, el área pasaría a contener alrededor de 375.546 habitantes, siendo de las más numerosas de Andalucía. 

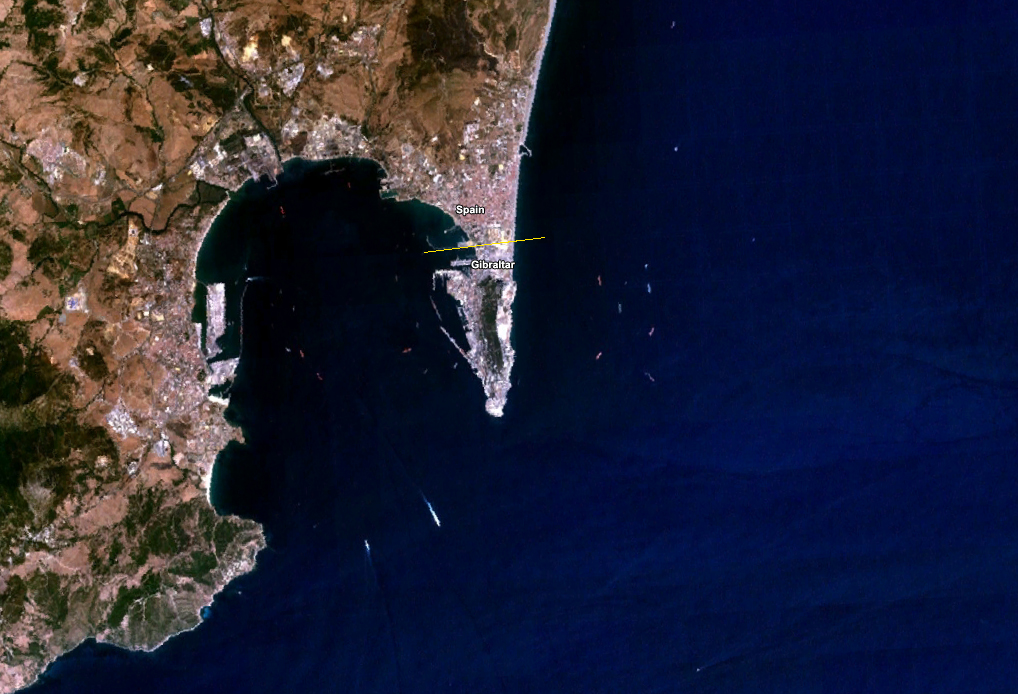
Vista de la Bahía de Algeciras desde satélite.

| Municipio                 | Población | Extensión    |
| ------------------------- | --------- | ------------ |
| Algeciras                 | 121.133   | 86,00 km²    |
| Los Barrios               | 23.374    | 331,33 km²   |
| Castellar de la Frontera  | 3.022     | 178,84 km²   |
| Jimena de la Frontera     | 9.685     | 345,66 km²   |
| La Línea de la Concepción | 63.146    | 19,27 km²    |
| San Roque                 | 29.969    | 146,88 km²   |
| Tarifa                    | 18.088    | 419,67 km²   |
| Total                     | 268.417   | 1.527,65 km² |